# گسیل پوزیترون
گسیل پوزیترون (به انگلیسی: Positron emission) یا واپاشی بتا مثبت (به انگلیسی: beta plus decay) یک فرایند هسته‌ای است که طی آن یک هسته پرتوزا با تبدیل یک پروتون خود به نوترون و نشر یک پوزیترون و یک الکترون نوترینو(νe)، واپاشی می‌شود. به‌طور نمونه یک هسته منیزیم-۲۳ به شکل زیر به یک هسته سدیم-۲۳ واپاشی می‌شود:
23
12Mg → 23
11Na + Error no symbol defined + Error no symbol defined